# Alfonzo McKinnie
Pour les articles homonymes, voir McKinnie.
Alfonzo McKinnie, né le 17 septembre 1992 à Chicago dans l'Illinois, est un joueur américain de basket-ball évoluant au poste d'ailier.

## Biographie
Non drafté en 2015 à sa sortie d'université, il part jouer à l'étranger, au Luxembourg avec les East Side Pirates puis au Mexique avec Rayos Hermosillo.
En septembre 2016, il effectue un essai en NBA Gatorade League avec les Bulls de Windy City.
Le 9 juillet 2017, il signe avec les Raptors de Toronto où il joue la NBA Summer League puis la pré-saison avec la franchise canadienne. Il est ensuite conservé dans le groupe final.
Le 23 novembre 2020, il est transféré aux Lakers de Los Angeles en compagnie de Jordan Bell et en échange de JaVale McGee. Il est licencié le 4 août 2021.
En décembre 2021, il signe un contrat de 10 jours en faveur des Bulls de Chicago. Le 20 décembre, il en signe un second. Le 26 décembre 2021, son contrat de 10 jours est converti en un contrat standard. McKinnie est licencié par les Bulls en février 2022.

## Records sur une rencontre en NBA
Les records personnels d'Alfonzo McKinnie en NBA sont les suivants, :
| Type de statistique        | Saison régulière | Saison régulière     | Saison régulière | Playoffs | Playoffs                    | Playoffs      |
| Type de statistique        | Record           | Adversaire           | Date             | Record   | Adversaire                  | Date          |
| -------------------------- | ---------------- | -------------------- | ---------------- | -------- | --------------------------- | ------------- |
| Points                     | 19               | @ Bulls de Chicago   | 29 octobre 2018  | 12       | @ Trail Blazers de Portland | 20 mai 2019   |
| Paniers marqués            | 7                | @ Bulls de Chicago   | 29 octobre 2018  | 5        | @ Trail Blazers de Portland | 20 mai 2019   |
| Paniers tentés             | 15               | @ Bulls de Chicago   | 29 octobre 2018  | 12       | @ Trail Blazers de Portland | 20 mai 2019   |
| Paniers à 3 points réussis | 4                | @ Bulls de Chicago   | 29 octobre 2018  | 2        | @ Raptors de Toronto        | 30 mai 2019   |
| Paniers à 3 points tentés  | 7                | 2 fois               | 2 fois           | 5        | @ Trail Blazers de Portland | 20 mai 2019   |
| Lancers francs réussis     | 3                | 5 fois               | 5 fois           | 1        | 4 fois                      | 4 fois        |
| Lancers francs tentés      | 5                | @ Knicks de New York | 18 novembre 2019 | 2        | 4 fois                      | 4 fois        |
| Rebonds offensifs          | 5                | @ Bulls de Chicago   | 29 octobre 2018  | 3        | @ Trail Blazers de Portland | 18 mai 2019   |
| Rebonds défensifs          | 7                | 3 fois               | 3 fois           | 6        | 2 fois                      | 2 fois        |
| Rebonds totaux             | 10               | 2 fois               | 2 fois           | 9        | @ Trail Blazers de Portland | 18 mai 2019   |
| Passes décisives           | 4                | @ Nets de Brooklyn   | 10 avril 2021    | 1        | 4 fois                      | 4 fois        |
| Interceptions              | 3                | 2 fois               | 2 fois           | 1        | 2 fois                      | 2 fois        |
| Contres                    | 2                | 2 fois               | 2 fois           | 1        | Clippers de Los Angeles     | 13 avril 2019 |
| Balles perdues             | 2                | 10 fois              | 10 fois          | 1        | 6 fois                      | 6 fois        |
| Minutes jouées             | 30               | @ Knicks de New York | 18 novembre 2019 | 26       | @ Trail Blazers de Portland | 20 mai 2019   |

- Double-double : 2
- Triple-double : 0

Dernière mise à jour : 27 juin 2021